# Mike Mukebayi
 (juillet 2025).
Mike Mukebayi est un journaliste et homme politique de la République démocratique du Congo.

## Parcours
Mukebayi est fondateur et éditeur du journal Congo News. Il a été emprisonné en 2014 après la publication d’un article jugé diffamatoire envers un prélat catholique.
Il a été élu député provincial de Kinshasa, représentant la commune de Lingwala, à l’Assemblée provinciale de Kinshasa.

## Affaires judiciaires

### Levée d’immunité parlementaire
En juillet 2021, l’Assemblée provinciale de Kinshasa a levé son immunité à la suite de plaintes pour injures publiques et diffamation.

### Arrestation en 2023
Le 21 mai 2023, il est arrêté à la suite de propos tenus lors d’une émission télévisée, considérés comme incitant à la haine tribale.

### Condamnation et détention
En janvier 2025, lors de son procès, le ministère public requiert trois ans de prison pour plusieurs chefs d’accusation, dont la propagation de faux bruits, outrage au chef de l’État et incitation à la haine.
Le 20 février 2025, la Cour d’appel de Kinshasa-Gombe le condamne à 30 mois de prison pour incitation à la haine tribale.

### Libération conditionnelle
Le 1er mars 2025, il bénéficie d'une libération conditionnelle après près de 21 mois de détention à la prison centrale de Makala.

## Engagement politique
Mike Mukebayi est membre du parti Ensemble pour la République, dirigé par Moïse Katumbi. Il a publiquement critiqué la gouvernance de la ville de Kinshasa et la gestion du processus électoral.